# Антонський потік
Антонський потік (словац. Antonský potok) — річка в Словаччині у регіоні Турієц, права притока Турця, протікає в окрузі Турчянські Теплиці.
Довжина приблизно 6.4 км. Витік знаходиться в масиві Кремницькі-Верхи (частина Флоховський хребет — схил гори Крпец) — на висоті близько 945 метрів. Протікає територією села Турчек.
Впадає у Турець на висоті приблизно 605—610 метрів.